# Ulophora
Ulophora is een geslacht van vlinders van de familie snuitmotten (Pyralidae), uit de onderfamilie Phycitinae.

## Soorten
- U. flavinia Balinsky, 1994
- U. groteii Ragonot, 1890
- U. guarinella Zeller, 1881